# Cheilosia cynocephala
Cheilosia cynocephala là một loài ruồi trong họ Ruồi giả ong (Syrphidae). Loài này được Loew mô tả khoa học đầu tiên năm 1840. Cheilosia cynocephala phân bố ở vùng Cổ Bắc giới